# Santa Cruz Operation
Santa Cruz Operation, o SCO, è una società commerciale statunitense di informatica (poi rilevata da SCO Group), in seguito denominata Tarantella, Inc..

## Storia
Nel 1987 Microsoft cedette i diritti di Microsoft XENIX a SCO che sviluppò il sistema operativo secondo lo standard Unix. Nel 1989 SCO rese disponibile la release 3.2.0 di Xenix rinominandolo SCO UNIX.
Nel 1995 SCO ha acquistato da Novell i codici sorgenti dello Unix AT&T, diventando la comproprietaria di tutti i diritti di licenza su Unix. SCO ha inoltre acquistato il sistema operativo UnixWare, cambiando contemporaneamente il nome di SCO Unix in SCO OpenServer 5.
Nell'agosto del 2000 SCO ha annunciato la vendita delle proprie divisioni software e servizi, e dei sistemi UnixWare e OpenServer a Caldera Systems, che nel 2002 ha cambiato nome in "SCO Group".

### La causa tra SCO e IBM
Nel 2003 SCO ha citato in giudizio IBM, accusandola di aver utilizzato a scopo commerciale porzioni di codice legalmente protette da diritti detenuti da SCO;  si tratta in particolare del sistema Journaled File System (JFS) e Non-Uniform Memory Access (NUMA). L'accusa di violazione dei diritti di SCO è stata anche estesa al codice del kernel Linux, creato da Linus Torvalds; tuttavia, nel corso di questo controverso caso, non sono emerse prove fattuali a favore dell'accusa. Il 10 agosto 2007 SCO ha perso la causa; la corte federale dell'Utah ha stabilito che i diritti di UNIX e UnixWare appartengono a Novell.